# ۱۰۶۶ (خورشیدی)
۱۰۶۶ هزار و شصت و ششمین سال هجری خورشیدی است.

## مناسبت‌ها
تولد نادرشاه افشار